# Hunter Long
Hunter Virgil Long (Exeter, Nuevo Hampshire, 19 de agosto de 1998) más conocido como Hunter Long, es un jugador profesional estadounidense de fútbol americano que se desempeña en la posición de tight end en Los Angeles Rams, equipo de la National Football League (NFL).

## Carrera
Fue seleccionado en la tercera ronda en la Reunión Anual de Selección de Jugadores de la NFL de 2021. Hizo su debut profesional con el equipo Miami Dolphins, en el cual jugó dos temporadas (2021-2023), luego pasó a Los Angeles Rams, donde lleva jugando una temporada.